# Закладеність носа
Закладеність носа — клінічний симптом, ушкодження носового дихання, зазвичай через набряк оболонок носа, що спричинений запаленням кровоносних судин.

## Опис
Приблизно в 85 % випадків закладеність носа призводить до дихання ротом, а не носом. За словами Джейсона Туровського, доктора Клівлендської клініки, «ми створені для того, щоб дихати носом від народження — це шлях еволюції людей». Таке дихання називають «обов’язковим носовим диханням».
Закладеність носа може перешкоджати слуху та мовленню. Значна закладеність може заважати сну, спричинити хропіння і може бути пов'язана з апное уві сні або синдромом опору верхніх дихальних шляхів. У дітей закладеність носа через збільшення аденоїдів спричиняє хронічне апное уві сні з недостатнім рівнем насичення органів і тканин кисню та гіпоксією, а також правобічну серцеву недостатність. Проблема зазвичай вирішується після операції з видалення аденоїдів, однак проблема часто рецидивує пізніше в житті через черепно-лицьові зміни внаслідок хронічної закладеності носа.

## Причини
- Алергія,[7] така як поліноз,[7] алергічна реакція на пилок або траву
- Застуда[7]
- Грип
- Медикаментозний риніт[en],[7] стан ефекту відскоку закладеності носа, що спричинює тривале використання місцевих протинабрякових засобів[en] (наприклад, оксиметазолінових, фенілефринових, ксилометазолінових та нафазолінових[en] назальних спреїв[en])
- Синусит[7]
- Вузький або заблокований носовий клапан[8]
- Вагітність може призвести до того, що жінки страждають від закладеності носа через збільшення кровообігу.[7]
- Поліпи у носі[7]
- Гастроезофагеальна рефлюксна хвороба (теоретично викликає хронічний риносинусит — «парадигма рефлюксу дихальних шляхів»)[9]

### Непрохідність носа
Закладеність носа, що характеризується недостатнім потоком повітря через ніс, може бути суб'єктивним відчуттям або наслідком об'єктивної патології. Важко дати кількісну оцінку суб'єктивних скарг або клінічних оглядів, тому лікарі та науковці використовують як суб'єктивну оцінку, так і об'єктивне дослідження носових дихальних шляхів.
Поширеність кіфозу у дослідженнях пов'язують із закладеністю носа.

## Лікування
За даними WebMD, закладеність можна усунути за допомогою зволожувача повітря, теплого душу, пиття рідини, використання промивання носу, назального сольового розчину та сну з піднятою головою. Рекомендується також використання ряду безрецептурних протизапальних та антигістамінних засобів. Дослідження 2012 року прийшло до висновку, що поєднання назальних спреїв з «носовими дихальними вправами» призвело до поліпшення симптомів.
Клівлендська клініка також стверджує, що закладеність носа може бути ознакою викривлення носової перегородки — стану, який потребує медичної допомоги.